# 桃紅捲管螺
桃紅捲管螺（学名：Lienardia malleti）为捲管螺科細切嘴螺屬下的一个种。
殼長:4mm, 殼呈桃紅色，胎殼為紅色，殼表縱肋與橫肋相互交織，殼層中央有一白色橫肋，但縫合較深，螺層中間有白色帶，類似艷紅捲管螺Lienardia rubicunda (Gould, 1860),但後者螺層間的縫合線較淺。